# Arnold Skaaland
Arnold Skaaland (White Plains, 21 de janeiro de 1925 — White Plains, 13 de março de 2007) foi um wrestler e empresário de wrestling profissional norte-americano.

## Carreira
Skaaland estreou em 1946. No fim da década de 1950, ele lutava no mundo do wrestling, na Georgia com o nome de ringue, Bobby Weaver. No início da década de 1960, Skaaland desafiou sem sucesso Pat O'Connor e Nature Boy Buddy Rogers para o NWA World Heavyweight Championship. Em 1962, ele julgou uma luta entre Freddie Blassie e Rikidozan no Japão.
Na década de 1960, Skaaland juntou-se ao World Wide Wrestling Federation, sediado em Nova Iorque. No dia 1 de junho de 1967 tornou-se meio campeão no WWWF United States Tag Team Champions quando Tony Parisi lhe deu metade do título. Skaaland e o seu parceiro, Spiros Arion, perderam o título para The Sicilians (Lou Albano e Tony Altimore) no dia 10 de julho de 1967 em Atlantic City, Nova Jersey.
Para além do wrestling, Skaaland era um shareholder da Capitol Wrestling Corporation, a companhia-mãe da WWWF, e um parceiro de negócios do presidente da WWWF Chairman, Vince McMahon Sr.. Skaaland era responsável por produzir espectáculos da WWWF no Westchester County Center, no Condado de Westchester, Nova York e por servir como um agente para André the Giant
Skaaland administrou Bruno Sammartino e Bob Backlund, com ambos os homens a ganhar o WWF World Heavyweight Championship sob a sua tutela. O longo reinado de Backlund terminou no dia  26 de dezembro de 1983 quando Skaaland jogou na toalha enquanto Backlund era aprisionado na "camel clutch", o movimento final do desafiador The Iron Sheik.
Skaaland apareceu em 1987 no videoclip de Piledriver - The Wrestling Album 2 como o capataz de uma zona de construção. Em 1994, foi nomeado para o WWF Hall of Fame por empresariar Sammartino e Backlund para a WWF World Heavyweight Championship. Apareceu na televisão WWF nesse mesmo ano, com Backlund atacando-o em ordem a consolidar o seu  heel turn.

## Morte
Skaaland morreu aos 82 anos de idade, no dia 13 de março de 2007.

## Factos no Wrestling
- Alcunha
  - The Golden Boy
- Lutadores administrados por Skaaland
  - Bob Backlund
  - Tony Parisi
  - Bruno Sammartino

## Campeonatos e feitos
- World Wide Wrestling Federation
  - WWWF United States Tag Team Championship (1 vez) - com Spiros Arion
  - WWE Hall of Fame (classe de 1994)